# RVAGE
RVAGE (früher Ravage) (* 13. Dezember 1996, bürgerlich Menno Hectors) ist ein niederländischer DJ und Musikproduzent. Seine Musik lässt sich in das Genre des Raw-Hardstyle einordnen. Er ist aktuell beim Label Minus Is More unter Vertrag, nachdem er von 2019 bis 2021 bei Scantraxx BLACK, dem Raw-Hardstyle und Xtra-Raw Sublabel des ebenfalls niederländischen Labels Scantraxx Recordz unter Vertrag stand.

## Karriere
RVAGE studierte auf der Herman Brood Musikakademie in Utrecht, Niederlande, wie beispielsweise auch Sub Zero Project oder Devin Wild.
Anfang 2015 wurde Hectors von Scantraxx’ Talentlabel X-Raw unter Vertrag genommen, bis er 2017 zu A² Records wechselte und dort bis zu dessen Ersetzung durch Scantraxx BLACK blieb, wo er dann seine Musik veröffentlichte. Zu seinem ersten Release auf A² Records im Jahre 2017 änderte Hectors seinen Künstlernamen von Ravage zu RVAGE.
Am 23. Oktober 2019 veröffentlichte er sein erstes Album New Dimension. Das Album enthält 7 Songs, von denen 4 schon zuvor als Singles herausgebracht wurden.
Er spielt außerdem auf verschiedenen Festivals wie Defqon.1, Dreamfields oder Intents.
2021 verließ er Scantraxx und deren Sublabel Scantraxx BLACK, um dem Label Minus Is More beizutreten. Nach zwei Releases auf dem Sublabel Minus Is More: The Apprentice veröffentlichte er am 10. Juni 2022 seine erste Single auf dem Hauptlabel. Diese trägt den Titel Crowd Rocker und wurde gemeinsam mit MC Nolz produziert.

## Diskografie

### Alben
2019 
- New Dimension

### EPs
2017 
- About To End This / Bad Motherf#cker

 2020 
- ISOLATED

### Als Ravage
2015 
- Perfect Justice
- Destruction

 2016 
- Hit 'M
- Fake Ass Pimp
- Oh Shit!

### Als RVAGE
2017 
- Purpose of Life
- Drop The Bass
- Just Me (mit Devin Wild)
- The Rave

 2018 
- Famous
- Bounce
- Rise Up
- Stuck In A Dream (Official Outlands 2018 Anthem)
- Moment Of Truth (mit Level One)
- Never Break Me (mit Degos und Re-Done)
- Free Fall (mit Diandra Faye)
- Planet 10 (Official Indicator Anthem 2018) (ft. Elyn)

 2019 
- The Endless
- New Sound (mit Jack of Sound)
- The Joker (mit Kronos)
- New Dimension
- Manipulated Contingency
- Hustler
- Hit 'M Up

 2020 
- The Heat
- Way Too Much
- The Reunion

 2021 
- Haunted Eyes
- Swear Dream
- Dominate

 2022 
- Gangster
- Crowd Rocker (mit MC Nolz)

### Remixe
2017 
- Alpha² - From The Rain